# ایست گریدلی (کالیفرنیا)
ایست گریدلی (به انگلیسی: East Gridley) یک منطقهٔ مسکونی در ایالات متحده آمریکا است که در شهرستان بیوت، کالیفرنیا واقع شده‌است. ایست گریدلی ۳۰ متر بالاتر از سطح دریا واقع شده‌است.